# René Charlebois
Pour les articles homonymes, voir Charlebois.
René Charlebois alias Balloune, né le 8 février 1965 et mort le 26 septembre 2013, est un criminel et meurtrier québécois membre en règle des Hells Angels dans le chapitre des Nomads. Il meurt par suicide en 2013 à l'âge de 48 ans, après s’être évadé de prison et avoir réalisé un testament en vidéo qui servira plus tard à faire tomber l’ex-enquêteur Benoît Roberge.
Il était proche du chef des Hells, Maurice « Mom » Boucher.
Le 5 août 2000, Balloune se marie et il devient connu du public alors que les chanteurs Ginette Reno et Jean-Pierre Ferland chantent au mariage. Maurice Boucher est également présent en tant que garçon d'honneur du marié,.

## Carrière criminelle
Livreur de pizzas et de sous-marins, Charlebois vend de la cocaïne en se servant de cet emploi. Il commence ensuite sa carrière criminelle chez les motards au début des années 1990 dans un défunt club-école, les Rockers. Par la suite, il rejoint en 1995 le groupe élite des Hells, les Nomads, dirigé par Maurice « Mom » Boucher duquel il deviendra très proche. Il participe à la guerre des motards.
Sept mois après son somptueux mariage, Charlebois est arrêté par la Sûreté du Québec dans sa luxueuse résidence de Longueuil le 28 mars 2001 lors de l’Opération Printemps 2001. Il est condamné à une importante peine de pénitencier pour divers crimes tel que gangstérisme, trafic de stupéfiants et complot.
En 2004, René Charlebois écope d’une peine de prison à vie sans possibilité de libération conditionnelle avant 25 ans pour le meurtre de Claude DeSerres, qu'il a assassiné par arme à feu dans un chalet à Notre-Dame-de-la-Merci le 3 février 2000. DeSerres était un motard des Hells Angels devenu délateur pour la police et portait un appareil d’enregistrement de type « bodypack » qui a tout enregistré l'évènement,.
Le 14 septembre 2013, alors qu'il est incarcéré à la prison fédérale Montée Saint-François à Laval et sur la bonne voie vers une réhabilitation psychologique et sociale, ayant un bon comportement et se préparant à une libération conditionnelle prévue prématurément pour mars 2016, il réussit à s'évader,.
Activement recherché dans l'ensemble du Québec et du Canada, Charlebois est localisé par les policiers près de deux semaines plus tard dans le chalet ayant appartenu à Germaine Guèvremont à l'îlette-au-Pé, à Sainte-Anne-de-Sorel. Cerné, il ouvre le feu sur les agents avant de retourner l'arme contre lui en se tirant une balle dans la tête. Des témoins rapportent qu'il avait juré au cours de sa cavale de « ne jamais retourner en prison »,.

## Affaire Benoît Roberge
Dans une vidéo enregistrée avant son suicide et qui dure environ 1h40, Charlebois et un complice, Patrick Péloquin, racontent comment ils ont corrompu l’ex-enquêteur Benoît Roberge.
Ils disent notamment lui avoir remis des sommes de:
- 160 000$ pour 3 noms d’informateurs de l’opération SharQc[12].
- 40 000$ pour le nom d’un motard ontarien qui a trahi le club des Hells en Ontario[12].
- 60 000$ pour des noms de suspects d’une opération antidrogue[12].

Ces chiffres sont confirmés par Péloquin qui agissait d’intermédiaire entre l’ex-enquêteur et Charlebois qui était alors incarcéré.
Benoît Roberge mentionne avoir « seulement reçu 125 000$ » lorsqu’il plaida coupable.